# Parachelifer hubbardi
Parachelifer hubbardi es una especie de arácnido del orden Pseudoscorpionida de la familia Cheliferidae.

## Distribución geográfica
Se encuentra en Arizona (Estados Unidos).